# 满洲兴业银行

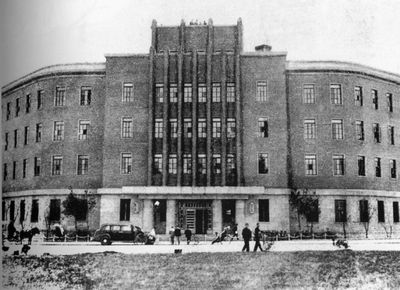
大兴会馆，满洲兴业银行总行所在地

满洲兴业银行是1936年至1945年满洲国的一家满洲国与日本合资的国策开发特殊会社以及满洲国第二大银行。总行位于新京特别市大同大街大兴会馆，首任总裁为富田勇太郎，副总裁为葆康，理事为松原纯一。主要以发行“满洲债券”和无限制地发行有奖满洲储蓄债券，向当时的工矿企业和特殊会社进行投资和提供贷款。

## 历史
1936年10月关东军、满洲国政府、满铁要员和经济专家在汤岗子协商起草了《满洲产业开发五年计划要纲》。1936年12月3，满洲国政府颁布第172号敕令《满洲兴业银行法》，朝鲜银行支店、正隆银行总店及支店、满洲银行总店及支店、满洲商业银行、辽东银行合并组建特殊银行，即满洲兴业银行。第三十四条规定：总裁、副总裁、理事、监事有违反法令章程或经济部大臣的命令时，经济部大臣有权将其解任之。 1937年1月1日在新京成立。本金满洲国币3000万元。
1937年1月关东军批准了《满洲产业开发五年计划要纲》。1937年2月日本政府批准了《满洲产业开发五年计划要纲》。1937年4月，满洲国政府正式开始执行满洲产业开发第一个五年计划。所需资金总额25.78亿日元，其中工矿业13.9亿日元。七七事变后，日本迫切需要满洲国加强生产能力，重点发展工矿业部门，所需资金总额扩大到60.8亿日元，其中在日本筹措一半，在满洲国筹集16.9亿日元，在第三国筹集13.3亿日元。
1937年12月，满洲国政府宣布“撤销治外法权”，满铁附属地的各金融机构均并入满洲兴业银行。
1945年，日本战败，满洲兴业银行停业。

## 分行
- 正隆银行营口支店。
- 满洲兴业银行牡丹江支店，原址位于今牡丹江市太平路与七星街交汇处南侧。1937年设立，资本金3000万元，支配人石贺茂，代理人村上嵩。
- 满洲兴业银行奉天支行旧址位于沈阳市中山广场东北角。该楼始建于1920年，最初是日本朝鲜银行奉天支店。此楼现为华夏银行。